# Fordingbridge
Fordingbridge är en småstad och civil parish i grevskapet Hampshire i södra England. Staden ligger i distriktet New Forest, cirka 16 kilometer söder om Salisbury. Tätorten (built-up area) hade 4 947 invånare vid folkräkningen år 2021. Fordingbridge nämndes i Domedagsboken (Domesday Book) år 1086, och kallades då Forde.